# 玩具兵大战系列
玩具兵大战是1998年面世的电子游戏系列，最早由3DO公司和全球星软件公司（Global Star Software）开发，2003年3DO公司破产后，全球星收购了玩具兵大战，之后于2004年发行了《玩具兵大战：萨基战争》。2017年全球星的母公司Take-Two使用2K品牌在Steam平台上发布了《玩具兵大战》、《玩具兵大战2》等。
中國大陸版《玩具兵大战》和《玩具兵大战2》由育碧软件提供官方中文版。

## 系列作品
- 《玩具兵大战》 1998年
- 《玩具兵大战2（英语：Army Men II）》 1999年

## 参看
- 《玩具士兵（英语：Toy Soldiers (video game)）》